# 언양성당
언양성당(彦陽聖堂, 영어: Eonyang Catholic Church)은 울산광역시 울주군 언양읍에 있는 천주교 성당이다.

## 연혁
- 1926. 12. 5 에밀 보드뱅 정신부 언양본당 초대신부로 내정
- 1927. 4. 4 에밀 보드뱅 정도평 신부 사제임명
- 1927. 5.25 언양본당 창설(공소 16개소)
- 1928. 3. 3 언양본당 천주공교협회 창립
- 1928. 5.25 성전 및 사제관 신축 기공식
- 1932. 8.15 언양성당 준공기념 대미사
- 1936.10.25 언양본당 성당 및 사제관 축성식 (주례 안주교)
- 1940.10. 성가대 조직
- 1952. 8. 성모회 조직
- 1954. 1. 병설 유치원 설립(소화 데레사),교우수 1,454명
- 1956. 4. 울산본당 분립(울산관할신자 356명),언양본당 교우수(1,282명)
- 1957. 강당 건립(구 강당),교우수 1,467명,영세예비자 2,000명
- 1958. 구포본당 분립,11개 공소 신설(총 공소 23개소)
- 1958 레지로 마리에 조직(19개 쁘리시디움,무염시태 우리 어머니 꾸리아 설립)
- 1959. 3.29 언양 꾸리아 아치에스 행사(제1회)
- 1961. 본당 평의회 조직,소화유치원을 4.19유치원으로 개칭(언양남부). 성모상 건립(구 성모상)
- 1962. 7. 4개 공소 건물축성(삼정,유촌,중리,소호)
- 1962. 7. 성모상 건립(현재),신자수 2,127명,개신교임854명,비신자 46,849명
- 1965. 4.11 임보성체회 수녀원 개원(수녀 2명 부임,현판부착)
- 1968. 8.21 언양남부에 성당건립 계획 모금운동 시작
- 1969.10.26 본당평의회 해산
- 1974. 8.25 안나 유치원 준공(축성 최재선 주교)
- 1975. 4.20 예수성심교회 수녀원 개원 및 상가 아파트 건립
- 1976. 2.19 제1대 본당 주임수녀 김임마꿀라따 수녀 부임
- 1976.11. 5 예수 성심전교회 언양본당 수녀원 축성식
- 1977. 사목회 설립,주일학교 개설
- 1979.11.18 안나 데레사 회관 축성(이갑수 주교)
- 1981. 5.24 신용협동조합 창립
- 1983. 1.16 목요 신우회 창립
- 1986. 2.13 본당 제20대 김영곤(시몬) 주임신부 부임
- 1986. 4.13 언양 본당사 편찬위원회 구성
- 1986.11. 9 죽림굴 발견
- 1987.10.14 인보본당 예정부지 매입
- 1987.11.14 순교자 오씨(교명 미상) 묘 발견
- 1988. 3.10 범굴 발견
- 1989. 7.20 본당 사제관 준공
- 1989. 7.21 구 사제관을 "신앙유물전시관"으로 내부수리 시작
- 1989. 9.22 본당 사무실 사택 준공
- 1990.12. 4 언양성당 신앙유물전시관 개관 축성
- 1991. 2.19 본당 제21대 김창대(엠마누엘) 주임신부 부임, 김영규(안셀모) 보좌신부 부임
- 1993. 2.17 본당 제23대 황태웅(요셉) 주임신부 겸임
- 1994. 2.15 본당 제24대 김정욱(바오로) 주임신부 부임
- 1996. 2.14 본당 제25대 강호성(바오로) 주임신부 부임
- 1998. 2.18 본당 제26대 박상운(바오로) 주임신부 부임
- 1999. 4.15 본당 인터넷 홈페이지 개설
- 1999. 5.16 본당 교우전화번호 (제3호) 발간
- 2000. 3. 1 안나 데레사 회관 증축시작
- 2001. 2.14 본당 제27대 서정웅(베드로) 주임신부 부임
- 2001. 3. 4 안나 데레사 교육관 증축완공 정명조 주교님의 축성식
- 2001. 4.22 성모동굴 조성위한 답사
- 2001. 5.20 궁근정공소 수리시작
- 2001. 6.10 죽림굴 안내 비석 교체
- 2001. 6.16 죽림굴 안내 비석 축성미사
- 2001. 6.29 궁근정공소 축성 미사
- 2001. 7. 1 길천공소 수리 시작
- 2001. 7.30 길천공소 수리 완공
- 2001. 8.26 상선필공소 수리 시작
- 2001.11.10 상선필공소 봉헌미사 및 축복식
- 2001.11.11 성모동굴 봉헌미사 및 축복식
- 2002. 1. 6 하선필공소 성모상 축성
- 2002. 1. 8 직동공소 성모상 축성
- 2002. 1.11 본당 제28대 이장환(마르띠노) 주임신부 부임
- 2002. 2.17 주차장 기공식
- 2002. 3.10 성당내 지하 Lan케이블 구축완료
- 2003. 4. 5 언양성당 주말농장 개장
- 2003.12.28 1122Cu, 1121Cu 합병, 1122Cu 호도반납
- 2004. 5. 1 신비로운 그릇 소년쁘레시디움 창단(15명)
- 2004. 6.10 언양성당 관내공소 타 성당과 자매결연 맺기로 결정(상선필:바오로성당, 하선필:우정성당, 인보:전하성당, 직동:복산,무거성당 궁근정:야음성당, 순정:삼산성당, 길천:옥동성당, 죽림굴:병영성당 아가다묘:호계성당, 오씨묘:방어진성당)
- 2004. 9. 5 인보공소와 전하성당 자매결연 축성식(1,100만원 기금으로 공소정비)
- 2004.12.12 하선필공소와 우정성당 자매결연 축성식(1,100만원 기금으로 공소정비)
- 2004.12.26 순정공소와 삼산성당 자매결연 축성식(2,000만원 기금으로 공소정비)
- 2005. 1.13 본당 제29대 곽길섭(베드로) 주임신부님 부임
- 2005. 1.13 강당 인테리어 및 주방 재 설비
- 2005. 1.13 대형 십자고상 축성
- 2005. 1.13 본당 문화재 등록(제103호)
- 2005. 1.13 강당,성전PDP 동영상 장비설치
- 2006.12.29  변성수(필립보)사제 탄생
- 2007. 1.14  인보공소 본당 승격 첫 미사
- 2007. 2.21 본당 인터넷 홈페이지 새단장
- 2007.5.25-27 본당설립80주념기념행사(2박3일)
- 2007.5.27 뱃머리복원공사준공 및 기념미사(황철수, 최재선 주교 집전)
- 2008.10.10 본당 제30대 도정호(바오로) 주임신부님 부임
- 2008.12.19 변현수(루카)사제 탄생
- 2011.1.12 구수리성당 분립
- 2012.10.19 본당 제31대 이상일 요셉 주임신부님 부임
- 2013.12.16 본당 내 순정공소 100주년 기념 미사 및 기념비 제막식